# Stigmella crataegivora
Stigmella crataegivora là một loài bướm đêm thuộc họ Nepticulidae. Nó được miêu tả bởi Puplesis năm 1985. Nó được tìm thấy ở vùng Viễn Đông Nga.
Ấu trùng ăn Crataegus maximowiczi. Chúng có thể ăn lá nơi chúng làm tổ.